# Valentino Zeichen
Valentino Zeichen (Fiume, 24 de marzo de 1938-5 de julio de 2016) fue un poeta y escritor italiano. 

## Reseña biográfica
Nació en Rijeka, antes conocida como Fiume, en 1938, aunque sus orígenes y fecha exacta de nacimiento no se saben con seguridad. Cuando Fiume se anexionó a Yugoslavia, se trasladó con su familia a Parma, como refugiados. Más tarde, en 1950 se establecieron en Roma, donde Zeichen siguió viviendo hasta su muerte.
Empezó a escribir poemas a los dieciocho años, influenciado por escritores surrealistas como André Breton y Jacques Prévert. Su primera publicación se produjo en la revista Nuova Corrente, en 1969. Su primera novela, Tana per tutti, se publicó en 1983. Publicó varios libros de poemas, recogidos en el tomo Poesie. 1963-2003 (Mondadori, 2004), donde se incluye también Metafísica de bolsillo, considerado uno de sus libros esenciales. También publicó otras novelas y libros de aforismos.
En 1999 ganó el Premio Il Fiore de poesía, y cada año se entrega en Roma un premio literario que lleva su nombre, el Premio Zeichen.

## Obras
- Area di rigore (1974)
- Ricreazione (1979)
- Tana per tutti (1983, novela)
- Museo interiore (1987)
- Gibilterra (1991)
- Metafísica Tascabile (1997)
- Ogni cosa a ogni cosa ha detto addio (2000)
- Matrigna (2002, novela)
- Paseggiate romane (2004)
- Poesie. 1963-2003 (2004)
- Neomarziale (2006)

## Obra publicada en español
- Metafísica de bolsillo (Ed. Vaso Roto, 2015)